# Tu bi-Xevat
El Tu bi-Xevat (hebreu: ט"ו בשבט) és una festivitat jueva menor, que té lloc el dia 15 del mes hebreu de Xevat (el 2020, El Tu bi-Xevat va començar a la posta de sol del 9 de febrer i va acabar el vespre del 10 de febrer). També s'anomena "Roix ha-Xanà la-Ilanot" (hebreu: ראש השנה לאילנות), "any nou dels arbres".
A la Terra d'Israel aquest dia representa un dia per a la consciència ecològica i es planten arbres com una forma de celebració.

## Etimologia
El nom de Tu bi-Xevat deriva de la data hebrea de la festa, que té lloc el dia quinze del mes de Xevat. El "Tu" es refereix a les lletres en hebreu Tet i Vav ט, ו que en conjunt tenen el valor numèric de 9 i 6, i que sumen 15. El nom de Tu bi-Xevat és un nom relativament recent. La data es va anomenar originalment חמישה בשבט hamixà bi-xevat, que també significa "el Quinze de Xevat".

## La Mixnà

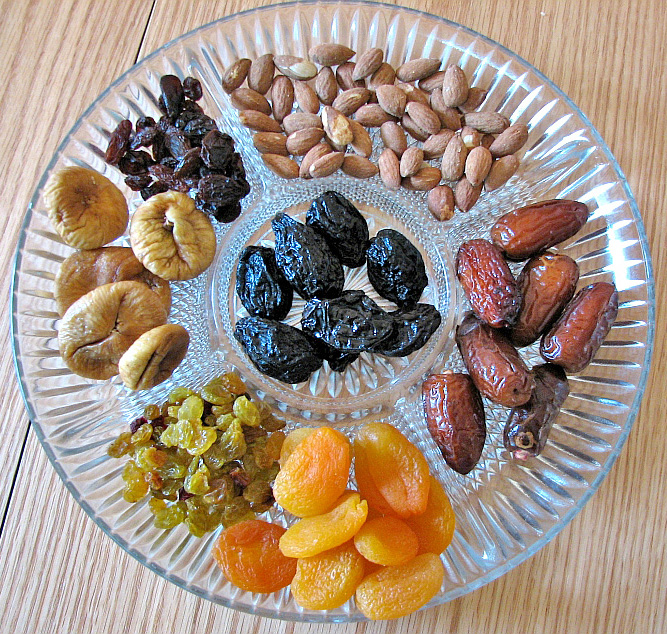
Fruits secs i ametlles

El Tu bi-Xevat apareix a la Mixnà en el tractat de Roix Ha-Xanà com un dels quatre anys nous en el calendari hebreu. La discussió de quan té lloc l'any nou, va ser una font de debat entre els rabins: "I hi ha quatre dates d'any nou:
El primer de Nissan és el nou any per als reis i festivals.
El primer d'Elul és el nou any per al delme i els animals.
El primer de Tixrí és el nou any per al càlcul del calendari hebreu, els anys sabàtics i els jubileus, per la collita i la sembra.
El primer de Xevat és l'any nou dels arbres, segons l'escola de Xammay,
Però segons l'escola de Hil·lel diuen que és el quinze de Xevat."
Els rabins del Talmud van fallar a favor de l'escola de Hil·lel en aquest tema. Així, el 15 de Xevat va esdevenir la data per calcular l'inici del cicle agrícola amb el propòsit dels delmes bíblics.

## Els delmes bíblics
L'Orlà es refereix a una prohibició bíblica de menjar del fruit dels arbres produïts durant els primers tres anys després d'haver estat plantats (Levític 19:23).
Neta Revaí es refereix al manament bíblic de què els cultius fruiters del quart any havien de ser oferts al Temple de Jerusalem com delme (Levític 19:24).
Maasser Xení va ser un delme que es menjava a Jerusalem i Maasser Aní era un delme que es donava als pobres (Deuteronomi 14:29), i que també es calcula en funció de si la fruita madura abans o després de Tu bi-Xevat.
Dels requisits talmúdics per als arbres fruiters, que utilitzen Tu bi-Xevat com a la data límit en el calendari hebreu per calcular l'edat d'un arbre fruiter, l'Orlà és avui de la mateixa manera que a l'era talmúdica. En el món jueu ortodox, aquestes pràctiques encara s'observen avui com a part de l'Halacà, la llei jueva. La fruita que madura en un arbre de tres anys abans de Tu bi-Xevat es considera Orlà i està prohibit menjar-ne, mentre que el consum del fruit a partir del Tu bi-Xevat del tercer any de vida de l'arbre està permès (Levític 19:23).

## Costums cabalístics i hassídics
La fruita seca i les ametlles són tradicionalment consumides pels Jueus asquenazites en la diada de Tu bi-Xevat.
A l'edat mitjana, El Tu bi-Xevat se celebrava amb un banquet de fruites d'acord amb la descripció de la Mixnà de la festivitat, com si fos un Any Nou. Al segle xvi, el cabalista Rabí Isaac Luria de la ciutat de Safed i els seus deixebles, van instituir un séder de Tu bi-Xevat, en el qual als fruits i als arbres de la Terra d'Israel se'ls va donar un significat simbòlic. La idea principal era que el consum de deu fruites específiques i el beure quatre copes de vi en un ordre específic, mentre es recitaven les benediccions apropiades portaria els éssers humans, i el món, més a prop de la perfecció espiritual. A Israel, el Séder cabalístic de Tu bi-Xevat s'ha revifat, i ara és celebrat per molts jueus, religiosos i seculars.
Els jueus mengen uns fruits cítrics anomenats Etrog durant la festa de Sukkot. i alguns membres de la comunitat hassidim també en mengen per celebrar la festivitat de Tu bi-Xevat.
Les set espècies en hebreu שבעת המינים Xevat Ha-Minim, són set productes agrícoles; dos tipus de cereals, i cinc fruites, que són llistats a la Biblia (Deuteronomi 8:8) com a productes de la Terra d'Israel.
Les set espècies llistades són el blat, la civada, el raim, les figues, la magrana, l'oli d'oliva, i la mèl de dàtil.

Les set espècies són tradicionalment menjades a Tu bi-Xevat, l'any nou dels arbres.

## Tu bi-Xevata Israel

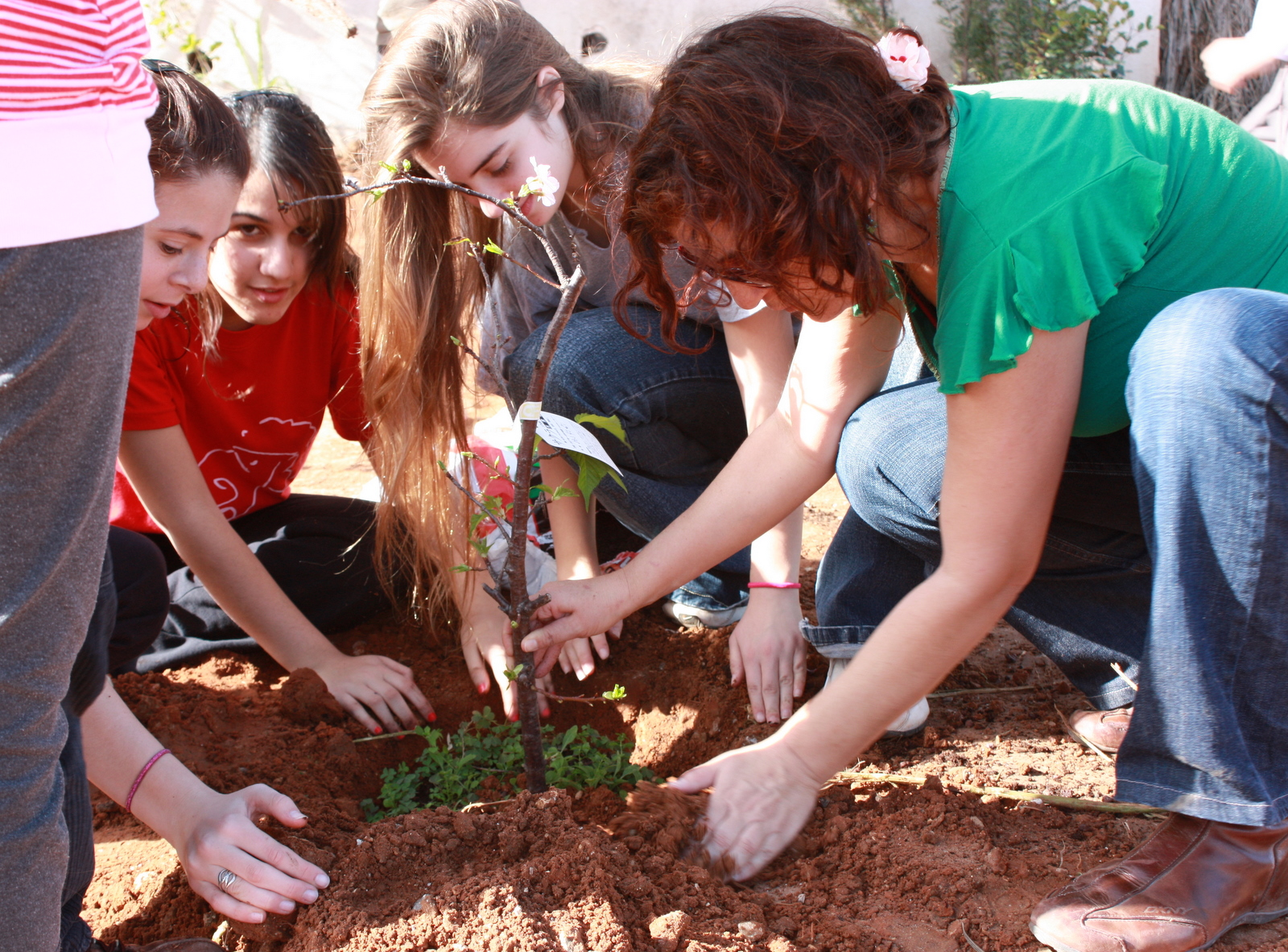
Infants planten un arbre

En el Tu bi-Xevat de 1890, el Rabí Zeev Yavetz, un dels fundadors del moviment Mizrahí, es va dur als seus alumnes a plantar arbres a la colònia agrícola de Zikhron Yaaqov. Aquest costum va ser adoptat l'any 1908 pel Sindicat de Mestres jueus i més tard pel Fons Nacional Jueu (KKL : Kéren ha-Kayémet le-Yisrael), establert l'any 1901 per tal de supervisar la recuperació de terres i el repoblament de la Terra d'Israel. Al segle xx, el Fons Nacional Jueu va dedicar un dia a la plantació d'eucaliptus per aturar la plaga de malària a la Vall de Hula, avui hi ha esdeveniments del Fons de plantació d'arbres a tots els grans boscos d'Israel en el dia de Tu bi-Xevat. Més d'un milió d'Israelians participen en les activitats de plantació d'arbres del Fons Nacional Jueu.
D'acord amb la idea que el Tu bi-Xevat marca el renaixement de la natura, moltes de les principals institucions d'Israel han triat aquest dia per a la seva presa de possessió. La col·locació de la pedra angular de la Universitat Hebrea de Jerusalem va tenir lloc en el dia de Tu bi-Xevat de 1918, l'Institut Technion de Haifa, el dia de Tu bi-Xevat de 1925, i la Kenésset, el Parlament israelià, en el dia de Tu bi-Xevat de 5709 (14 de febrer de 1949).
El Dia de l'Arbre també se celebra a Israel, apareix sovint als mitjans de comunicació. les organitzacions ecologistes a Israel i a la diàspora han adoptat aquesta festivitat per fer més programes de sensibilització ambiental. Als quibuts israelians, El dia de Tu bi-Xevat és celebrat com una festivitat agrícola.